# Чапланово
Чапланово (рос. Чапланово) — село у Холмському міському окрузі Сахалінської області Російської Федерації.
Населення становить 778 осіб (2013).

## Історія
З 1905 по 3 вересня 1945 року у складі губернаторства Карафуто Японії, відтак у складі Холмського міського округу Сахалінської області.

## Населення
| 1925 | 1935  | 2002 | 2010 | 2013 |
| ---- | ----- | ---- | ---- | ---- |
| 2024 | ↗2875 | ↘888 | ↘798 | ↘778 |